# Провадия (община)
Провадия (болг. Община Провадия) — община в Болгарии. Входит в состав Варненской области. Население составляет 24 131 человек (на 15 мая 2008 года).
На территории общины с 2005 г. ведутся раскопки поселения Провадия-Солницата, претендующего на роль древнейшего городского поселения Европы. Обнаружены остатки двухэтажных домов, культовых сооружений и высоких оборонительных стен, воздвигнутых на рубеже неолита и энеолита, в 4700—4200 гг. до н. э.
Городище представляло собой (уже с середины VI тысячелетия до н. э.) крупный центр производства поваренной соли (здесь найдены самые древние солеварни на территории Европы и Передней Азии). В период среднего и позднего энеолита (культура Хаманджия IV, 4700—4500 гг. до н. ; Варненская культура, 4500—4200 гг. до н. э.) производство поваренной соли достигло промышленных масштабов, увеличившись до 4—5 тонн.
Жители города Провадия-Солницата изготовляли также (возможно, первые в мире) золотые украшения. Археологи обнаружили около трёх тысяч экземпляров этих украшений.

## Состав общины
В состав общины входят следующие населённые пункты:
1. Блысково
2. Бозвелийско
3. Бырзица
4. Венчан
5. Градинарово
6. Добрина
7. Житница
8. Златина
9. Китен
10. Комарево
11. Кривня
12. Манастир
13. Неново
14. Овчага
15. Петров-Дол
16. Провадия
17. Равна
18. Славейково
19. Снежина
20. Староселец
21. Тутраканци
22. Храброво
23. Чайка
24. Черковна
25. Черноок